# 2513 Baetsle
Baetsle (asteróide 2513) é um asteróide da cintura principal com um diâmetro de 16,67 quilómetros, a 1,8732306 UA. Possui uma excentricidade de 0,1807204 e um período orbital de 1 262,79 dias (3,46 anos).
Baetsle tem uma velocidade orbital média de 19,69759494 km/s e uma inclinação de 3,16364º.
Esse asteróide foi descoberto em 19 de Setembro de 1950 por Sylvain Arend.